# ミョウショウジ

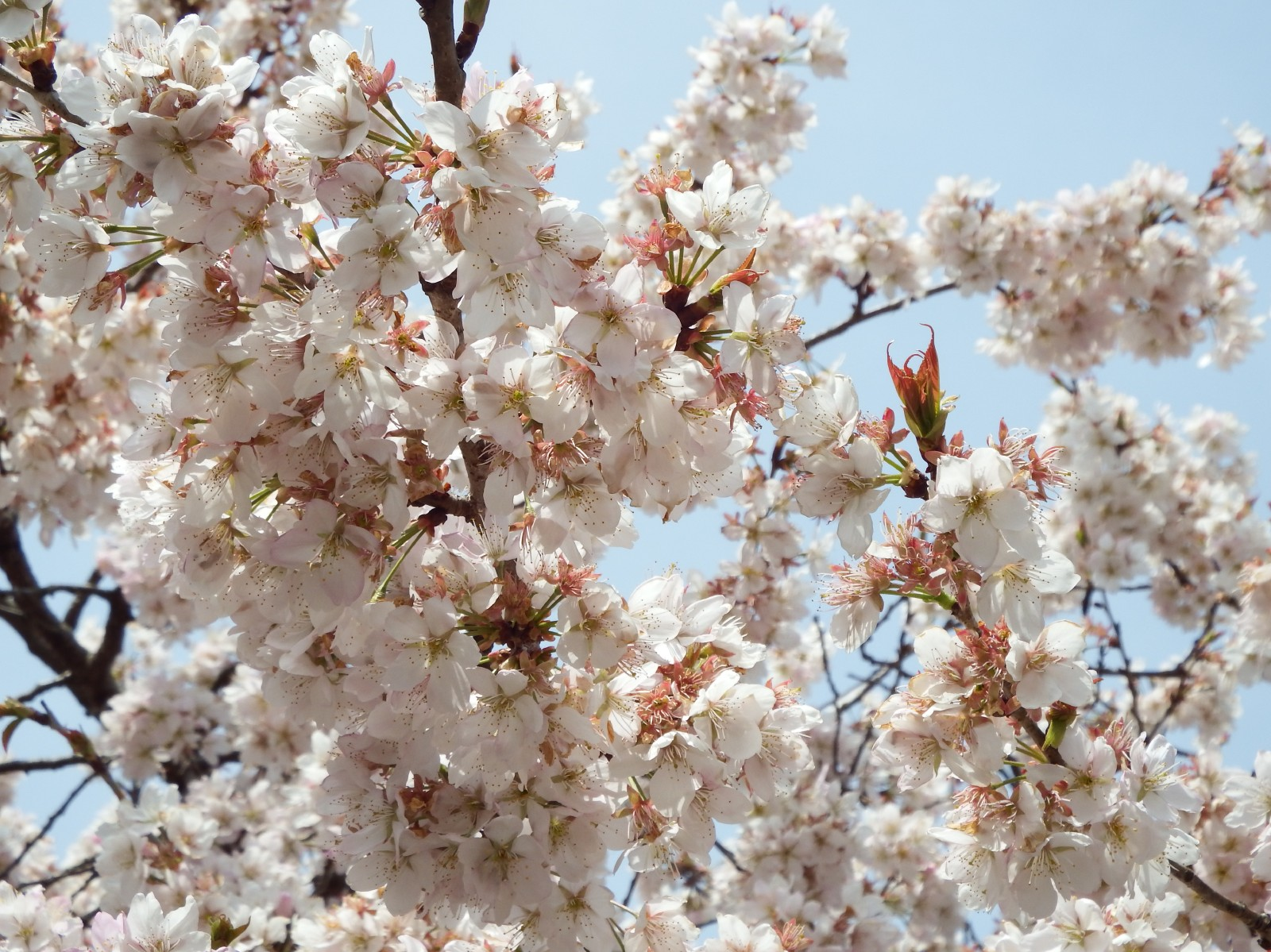
明正寺にて

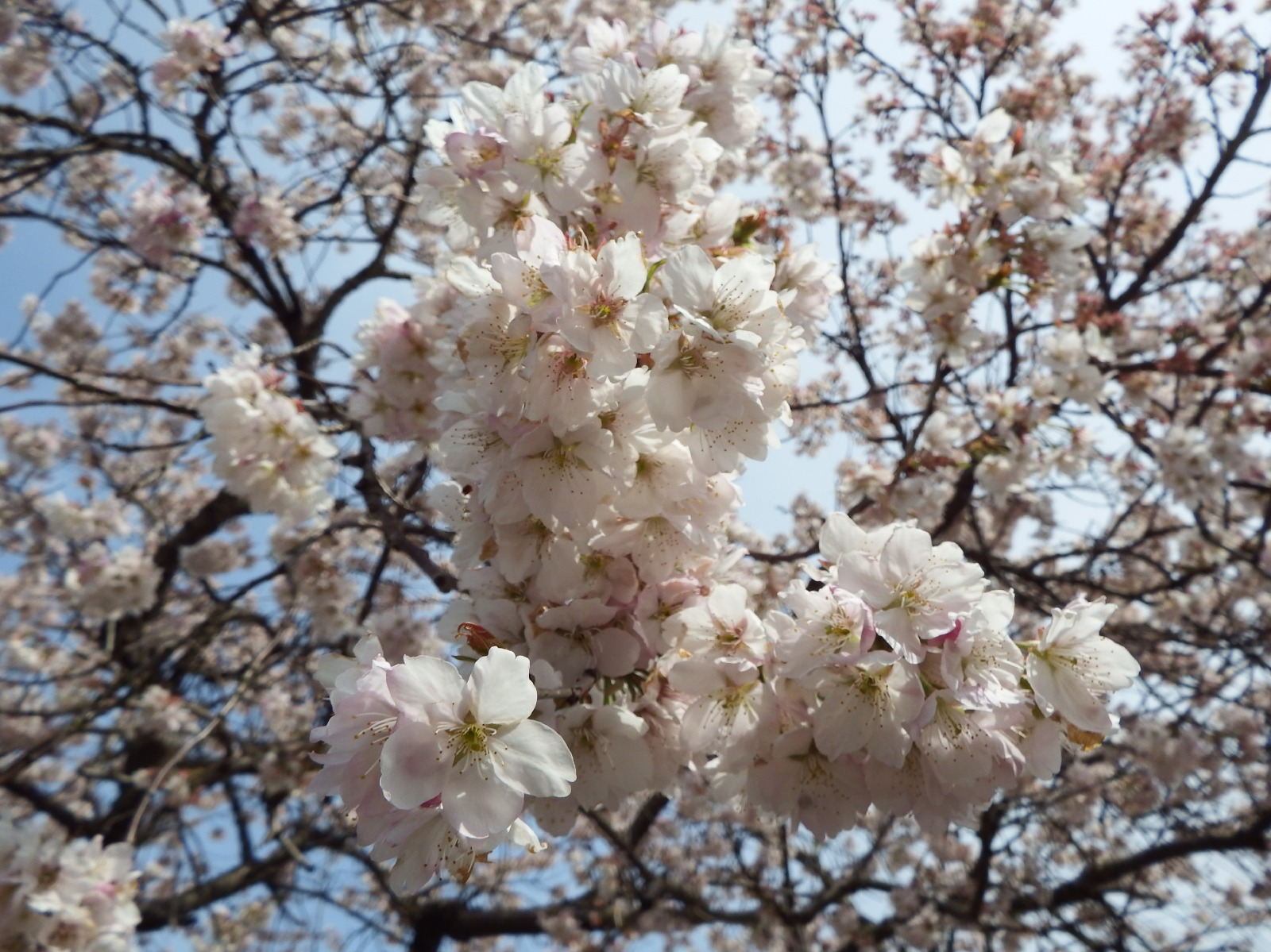
明正寺にて

ミョウショウジ（明正寺、学名: Prunus × introtsa 'Myoshoji' ）またはミョウショウジザクラ（明正寺桜）は、サクラの園芸品種の一つである。カンザクラとカラミザクラの雑種と考えられている。原木は愛媛県新居浜市黒島の明正寺にある。3月中旬に微淡紅色または白色の花をつける。別名涅槃（ねはん）桜。

## 由来
愛媛県松山市周辺は独特のサクラの品種が多いことで知られているが、本品種はカンザクラ（寒桜、Prunus × kanzakura ）と、1909年（明治42年）頃に上海から持ち込まれたカラミザクラ（シナミザクラ、唐実桜/支那実桜、C. pseudocerasus ）の間の種間雑種と考えられている。
愛媛県新居浜市黒島の明正寺で、地元の植物研究家で当時愛媛県文化財保護委員だった八木繁一によって発見された。同じく八木繁一によって発見されたツバキカンザクラに近い品種である。釈迦が入滅した3月15日ころ咲くことから「涅槃（ねはん）桜」とも呼ばれる。

## 特徴

### 樹形
落葉性の小高木で、カラミザクラの系統を引く品種に多く見られる特徴であるが、樹幹から気根を生じる。

### 花
花は3月中旬に開花する。花序は散形状で4-5花をつける。5弁の一重咲きで、花径は2.4-3.2センチメートル。花色は微淡紅色または白色。花弁は5枚で、長さは約1.2センチメートル。形状は長楕円状の卵形で、花弁の先端には切れ込みが入る。花弁はやや内側に曲がり、花全体としては浅い盃状になる。

### 葉
葉は楕円形で、長さ約10センチメートル、幅4-5センチメートルまで成長する。基部は円形、鋸歯は単鋸歯に重鋸歯が混じり、先端は鋭尖形または尾状鋭尖形。表は暗黄緑色で、裏は淡緑色である。幼葉では、表裏両面の脈状に多数の毛が見られるが、成葉ではほぼ無毛となる。葉柄の上部には、やや大きめの蜜腺が1つまたは2つある。

## 分布
明正寺の住職によって新居浜市内外の寺社に広められている。